# Arcadia Schmalenbach
Arcadia Schmalenbach CSC (właśc. Ida Schmalenbach, ur. 28 kwietnia 1867 w Hagen, zm. 28 lipca 1947 w Nettetal) – zakonnica ze Zgromadzenia Sióstr św. Katarzyny Dziewicy i Męczennicy w Braniewie, w latach 1931–1947 przełożona generalna Zgromadzenia Sióstr Świętej Katarzyny Dziewicy i Męczennicy w trudnym okresie rządów narodowych socjalistów i zawieruchy wojennej, organizatorka utworzenia prowincji berlińskiej zgromadzenia w 1935 roku.

## Życiorys

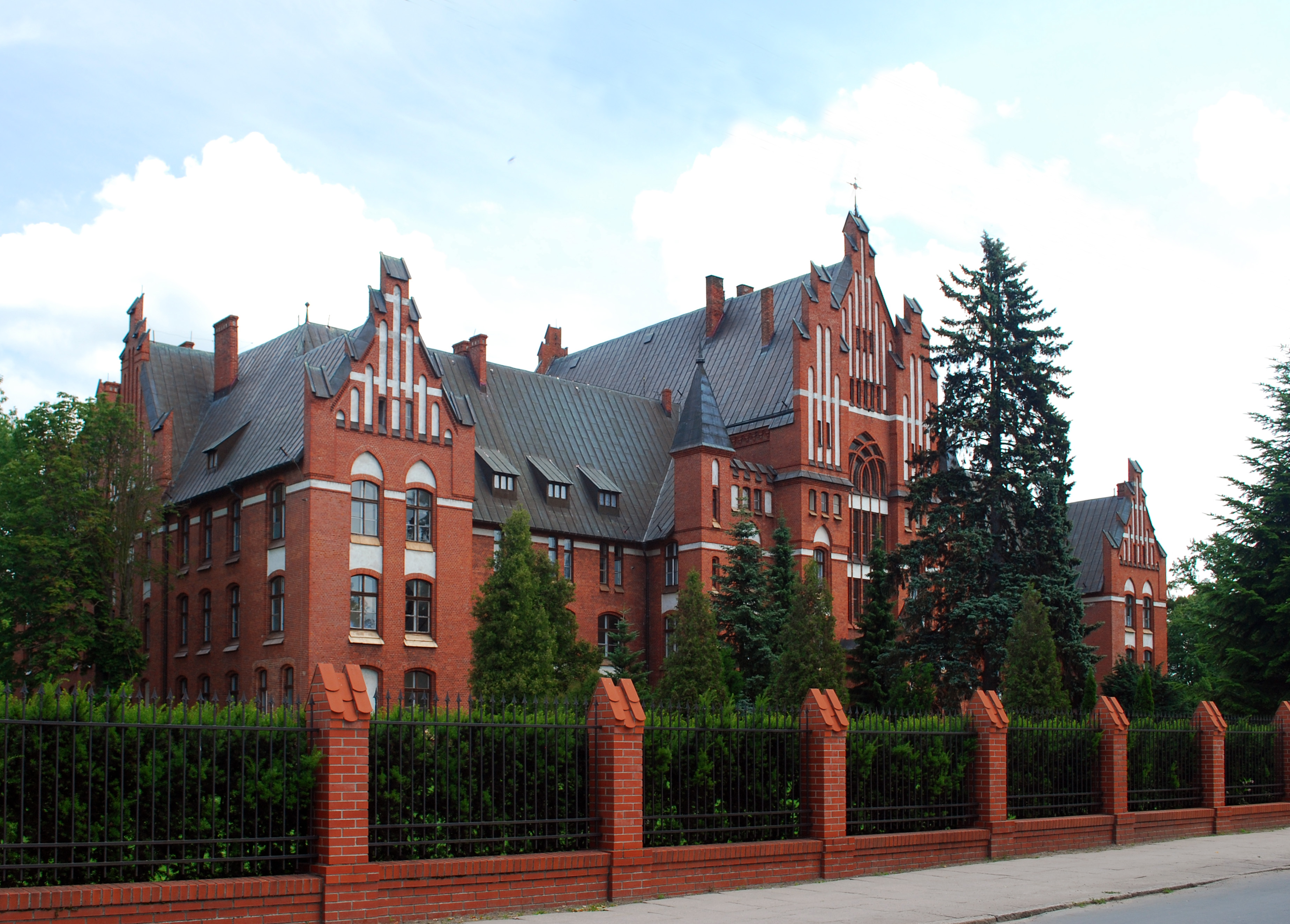
Dom prowincjonalny zgromadzenia w Braniewie, w którym w latach 1931–1945 matka Arcadia pełniła urząd przełożonej zgromadzenia

Ida Schmalenbach – gdyż tak brzmiało jej świeckie imię – urodziła się w mieszczańskiej rodzinie wyznania ewangelickiego w miejscowości Hagen w Westfalii. Otrzymała w domu rodzinnym staranne wychowanie i wykształcenie, które doskonaliła też w trakcie wspólnych podróży z rodzicami. Już we wczesnym wieku przejawiała zainteresowanie – razem z jedną z jej sióstr – religią katolicką. Ewangelickim rodzicom nie podobało się to, toteż by odwieźć córki od tych związków, postanowili zmienić im miejsce zamieszkania. Dlatego posłali Idę wraz z jej siostrą i jej mężem do dalekiego Królewca, w którym ten ostatni objął posadę dyrektora fabryki akumulatorów. Ale również w protestanckim Królewcu Ida odnalazła parafię katolicką. Tam dokonała konwersji na katolicyzm, zaczęła też rozważać obranie drogi życia zakonnego. Ostatecznie podjęła decyzję, aby wstąpić do Zgromadzenia Sióstr św. Katarzyny, gdyż ich reguła wydała jej się bardziej pryncypialna niż sióstr elżbietanek, z którymi najpierw nawiązała kontakt w Królewcu. W 1895 roku Ida Schmalenbach wstąpiła do nowicjatu sióstr katarzynek w Braniewie. W 1897 roku złożyła śluby zakonne, przyjmując imię Arcadia. Była w bardzo dobrych relacjach z przełożoną generalną zgromadzenia, matką Gaudencją Glaw. Matka Gaudencja szybko zwróciła uwagę na bezkompromisową konwertyczkę, która zerwała wszelkie kontakty z domem rodzinnym i przez 9 lat nawet nie odpowiadała na listy rodziców. Matka generalna nie wysłała jej, jak wcześniej planowała, na misję do Brazylii, aby siostry Arcadii po raz drugi w jej życiu nie „wyrzucać” z domu, odsyłając do odległego kraju.
Arcadia Schmalenbach pozostała więc w Braniewie i przez 9 lat pełniła posługę w szpitalu Najświętszej Marii Panny (St. Marien-Krankenhaus). Następnie przez prawie 25 lat była przełożoną elbląskiego domu zakonnego (Domu Starców i Szpitala św. Józefa w Elblągu). Doprowadziła do jego rozbudowy, a także wystarała się u biskupa warmińskiego Augustinusa Bludaua o środki finansowe na zakup domu w Krynicy Morskiej w 1920 roku.
Dobre wykształcenie, gotowość do podjęcia odpowiedzialności oraz dobre obycie w świecie predysponowały ją do objęcia funkcji matki generalnej zgromadzenia, mimo iż nie miała takiej biegłości w zarządzaniu finansami jak jej poprzedniczka na tym stanowisku. Jednak do tego dochodziła głęboka pobożność siostry Arcadii, która od czasu przejścia na wiarę rzymskokatolicką nigdy nie rozstawała się z różańcem. W 1931 roku Arcadia Schmalenbach została wybrana na przełożoną generalną najstarszego zakonu żeńskiego w Niemczech – Zgromadzenia Sióstr Świętej Katarzyny Dziewicy i Męczennicy, jako następczyni matki Wilfridy Herrmann.
We wrześniu 1933 roku matka Arcadia pojechała z wizytą do klasztoru katarzynek w Krokach na Litwie. Przy tej okazji mianowała siostrę Elenę Otylię Bogdanowicz (Elena Otilija Bagdonavičiūtė), wieloletnią przełożoną konwentu w Krokach, pierwszą matką prowincjonalną sióstr katarzynek prowincji litewskiej.
3 grudnia 1934 roku matka generalna Arcadia Schmalenbach złożyła wniosek do papieża Piusa XI, w sprawie rozdzielenia niemieckiej prowincji zgromadzenia sióstr katarzynek na dwie oddzielne: warmińską oraz berlińską; granica podziału miała przebiegać wzdłuż rzeki Wisły. Stolica Apostolska zaakceptowała wniosek matki przełożonej jeszcze w tym samym roku. 7 kwietnia 1935, posiadając zgodę Stolicy Apostolskiej, matka Arcadia dokonała formalnego rozdziału zgromadzenia na dwie prowincje – warmińską i berlińską.
W okresie od maja do października 1935 matka Arcadia przebywała w Brazylii, wizytując misyjną działalność sióstr katarzynek w tamtejszych prowincjach. Wybrała się w podróż z siostrą sekretarzem Charitiną Fahl (późniejsza wikaria generalna i męczennica za wiarę w 1945) drogą lotniczą, a nie drogą morską, jak to zwykle czyniły katarzynki.
W 1937 roku matka Arcadia została wybrana przez Kapitułę Generalną przełożoną generalną zgromadzenia na drugą kadencję. Na zjazd Kapituły Generalnej w 1937 roku do Braniewa przybyły siostry z Niemiec, Brazylii i Litwy. Kolejny planowy zjazd kapituły w 1943 roku nie odbył się z powodu toczącej się wojny, toteż matka Arcadia sprawowała swój urząd aż do śmierci w 1947 roku. Z przyczyn politycznych po raz kolejny katarzynki ze wszystkich prowincji mogły spotkać się w miejscu założenia zgromadzenia – Braniewie – dopiero w 1983 roku.

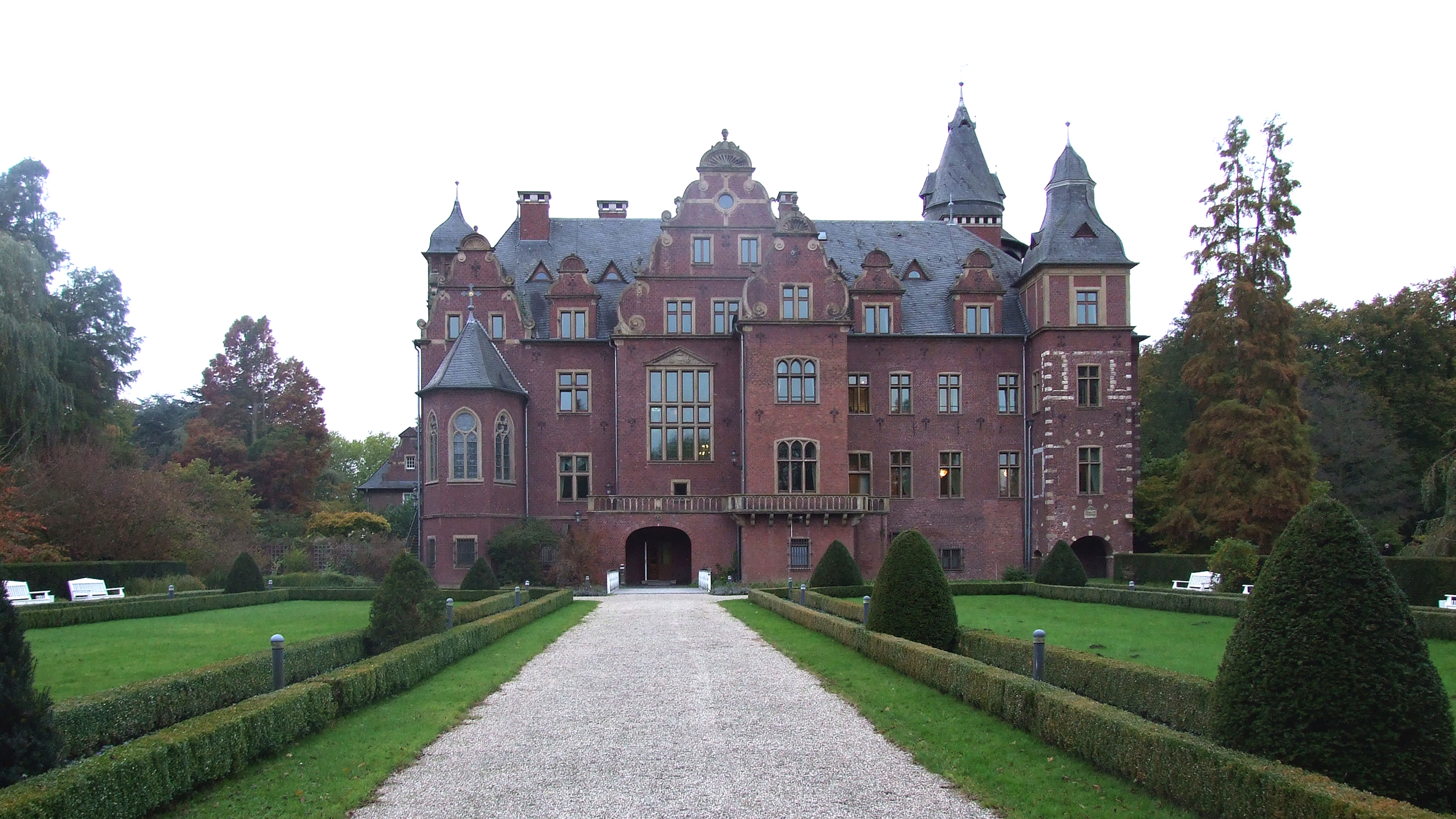
Zamek Krickenbeck – ostatnia siedziba zgromadzenia, w której matka generalna Arcadia pełniła urząd

24 lutego 1945 roku, w obliczu nadciągającej Armii Czerwonej, matka Arcadia opuszcza, wraz z ostatnią grupą liczącą 80 sióstr, dom generalny zakonu w Braniewie, zabierając ze sobą, oprócz dokumentów zakonnych, relikwie założycielki zakonu Reginy Protmann, które następnie ukryto w pobliskiej wsi Mamonowo. Wiele sióstr ginie w czasie exodusu przez Zalew Wiślany z chorób i wyczerpania. Jednak 78-letnia matka Arcadia szczęśliwie dobrze zniosła trudy ewakuacji wojennej przez port w Piławie, znajdując wraz trzema siostrami schronienie w mieszkaniu lekarza w Gdańsku, w którym przebywały przez kolejne 4 miesiące. 30 lipca 1945 siostry opuszczają Gdańsk, wraz z innymi uchodźcami, specjalnym pociągiem ewakuacyjnym (Lazarettzug) i 10 sierpnia docierają do domu prowincjonalnego w Berlinie. Tam matka Arcadia poszukuje sposobów odtworzenia wspólnoty zakonnej w nowych realiach. W samym Berlinie, podzielonym na cztery strefy okupacyjne, sytuacja wydaje się też nie być pewna, dlatego matka Arcadia postanawia przenieść się z siostrami bardziej na Zachód, by znaleźć bezpieczniejsze miejsce na dom generalny sióstr zgromadzenia św. Katarzyny. Ponadto dom prowincji berlińskiej był i tak już przeludniony ponad miarę. Dlatego w maju 1946 matka Arcadia opuściła Berlin, przenosząc siedzibę zgromadzenia do zamku Westerholt w miejscowości Herten w rejencji Münster, w którym brytyjskie wojsko zakończyło właśnie działalność w prowadzonym ośrodku dla uchodźców wojennych. Tu siostry katarzynki zajęły się opieką nad uchodźcami wojennymi, jednak nie mogły obiektu zatrzymać na dłużej na siedzibę zgromadzenia, gdyż władze brytyjskie postanowiły zamek jednak zatrzymać do swojej dyspozycji. Na parę miesięcy matka Arcadia urządziła dom generalny w szpitalu św. Wincentego w Ahlen (od 23 września 1946 do początku 1947 roku). Następną siedzibą zgromadzenia, a ostatnim przystankiem matki Arcadii, był zamek Krickenbeck w Nettetal w rejencji Düsseldorf, w którym kongregacja od dnia 11 marca 1947 urządziła główną siedzibę zgromadzenia na następne dwa lata. Przy tym w jednym skrzydle zamku prowadziły siostry ośrodek dla uchodźców i dom starców. Wtedy to po raz pierwszy 80-letnia matka Arcadia mogła zwołać kapitułę generalną zgromadzenia. Przeprowadzić ją trzeba było niestety bez matki generalnej, gdyż matka Arcadia zmarła nieoczekiwanie 28 lipca 1947 roku. Jej następczynią została wybrana siostra Margaretha Krause (1947–1959).